# Baynia dismutata
Baynia dismutata là một loài bướm đêm trong họ Geometridae.